# Joseph Tobji
Joseph Tobji (ur. 28 marca 1971 w Aleppo) – syryjski duchowny maronicki, od 2015 arcybiskup Aleppo.

## Życiorys
Święcenia prezbiteratu przyjął 16 marca 1996. Pracował jako duszpasterz ruchów maronickich na terenie archieparchii Aleppo, był także m.in. proboszczem parafii katedralnej i sędzią wielu kościelnych trybunałów.
14 marca 2015 został wybrany na arcybiskupa Aleppo. Wybór potwierdzono 31 października 2015. Sakry udzielił mu 7 grudnia 2015 maronicki patriarcha Antiochii Béchara Boutros Raï, któremu towarzyszyli maronicki emerytowany arcybiskup Aleppo Youssef Anis Abi-Aad, maronicki emerytowany biskup Latakii Elias Khoury Sleman oraz maronicki biskup Latakii Antoine Chbeir.